# Anežka Hošková
Anežka Hošková (* 15. dubna 1982 Praha) je česká výtvarnice.
V letech 1997–2001 studovala propagační grafiku na Střední uměleckoprůmyslové škole. Poté v letech 2001–2007 studovala Fakultu výtvarných umění Vysokého učení technického v Brně v ateliéru Václava Stratila. Jejím bratrem je Jakub Hošek, se kterým tvoří uměleckou dvojici Indie Twins. Od roku 2003 je členkou kolektivu A.M.180 Collective, který provozuje pražskou Galerii A.M.180. Je spolupořadatelkou festivalu Creepy Teepee.

## Samostatné výstavy
- 2000 – AN-DA-Fun for everybody, (spolu s Davidem Adamcem), Galerie Skříňka BJ, Praha
- 2004 – Co se to kurva děje, sem magnet na homoděje (je jich plno všade), Galerie Etc, Praha
- 2004 – Indie twins (spolu s Jakubem Hoškem), Galerie Eskort, Brno
- 2005 – V pochmurném peří úvah, jak vrána kráčím osaměle, Divadlo 7 a půl, Brno
- 2006 – Melancólia, (spolu s Jakubem Hoškem a Ladislavou Gažiovou), Galerie Nod, Praha
- 2006 – Melancólia 2, (spolu s Jakubem Hoškem a Ladislavou Gažiovou), Galerie VŠUP, Praha
- 2007 – Ráda žiju, když ostatní spí, soumrak mi vždycky dává znamení (Ladislava Gažiová jako host), Galerie mladých, Brno
- 2007 – I must be one of the devil’s daughters, Galerie Altán Klamovka, Praha
- 2007 – Múchy sa nechcú sprátať do kože, (spolu s Jakubem Hoškem a Ladislavou Gažiovou), Galerie Fuka, Košice, Slovensko
- 2007 – TROUBLE EVERY DAY/ Moje žvejkačka ma hořkou chuť jako vůně tvoji krve, (spolu s Josefem Bolfem a M.S. Bastienem), Galerie 5. patro, Praha
- 2007 – YUM-YUM YOGA, (spolu s Andersem Gronlienem), Galerie Na stěně, Praha
- 2007 – KORNELI, JSI TO TY ?, (spolu s Ladislavou Gažiovou), Galerie města Blansko, Blansko
- 2007 – TUTTI-FRUTTI YOGA, (Anders Gronlien jako host), Galerie Dole, Ostrava
- 2008 – H'art gallery, Bukurešť
- 2008 – INDIE TWINS, (spolu s Jakubem Hoskem), Galerie 5. patro, Praha
- 2009 – Jakub Hošek: Let me rule/Nechte mě vládnout, Galerie Jiří Švestka, Biskupský dvůr, Praha
- 2010 – Anežka Hošková: Egyptian Reggae, Galerie 35m², Praha
- 2010–2011 – Anežka Hošková: BLKFLMNGO, Galerie U mloka, Olomouc
- 2011 – Anežka Hošková: "Candy Walls", Fenester Výloha pro současné umění, Praha
- 2013 – Anežka Hošková: Gothic Kitchen, INI Gallery, Praha
- 2013 – Anežka Hošková: The New Dark Age of Love, Galerie výtvarného umění v Chebu, Malá galerie, Cheb